# Baza Montgomery a Gărzii Naționale Aeriene
Baza Montgomery a Gărzii Naționale Aeriene (IATA: MGM, ICAO: KMGM, FAA LID: MGM) este un aeroport din Alabama, Statele Unite ale Americii.
Situat la o altitudine de 67 m, aeroportul dispune de o singură pistă.